# Begonia hainanensis
Espèce
Statut de conservation UICN

 EN A2c : En danger
Begonia hainanensis est une espèce de plantes de la famille des Begoniaceae.
L'espèce fait partie de la section Petermannia.
Elle a été décrite en 1939 par Woon Young Chun (1890-1971) et Faith.

## Répartition géographique
Cette espèce est originaire du pays suivant : Chine.